# Vijay Singh Chauhan
Pour les articles homonymes, voir Chauhan.
Vijay Singh Chauhan (né le 21 janvier 1949 à Bah (en)) est un athlète indien, spécialiste des épreuves combinées.

## Biographie
Il remporte la médaille d'or du décathlon lors des championnats d'Asie de 1973, et s'adjuge en 1974 le titre des Jeux asiatiques. 

### Palmarès
| Date | Compétition         | Lieu    | Résultat | Épreuve   | Performance |
| ---- | ------------------- | ------- | -------- | --------- | ----------- |
| 1973 | Championnats d'Asie | Manille | 1er      | Décathlon | 7 245 pts   |
| 1974 | Jeux asiatiques     | Téhéran | 1er      | Décathlon | 7 375 pts   |

### Records
| Épreuve   | Performance | Lieu | Date |
| --------- | ----------- | ---- | ---- |
| Décathlon | 7 306 pts   |      | 1972 |